# Rudolf von Brandt
Rudolf Maria Ignaz von Brandt (* 20. Juni 1835 in Tannenberg, Kreis Osterode in Ostpreußen; † 11. August 1909 in Potsdam) war ein deutscher Jurist und Landeshauptmann der Provinzialverwaltung in der Provinz Ostpreußen (1896–1909).

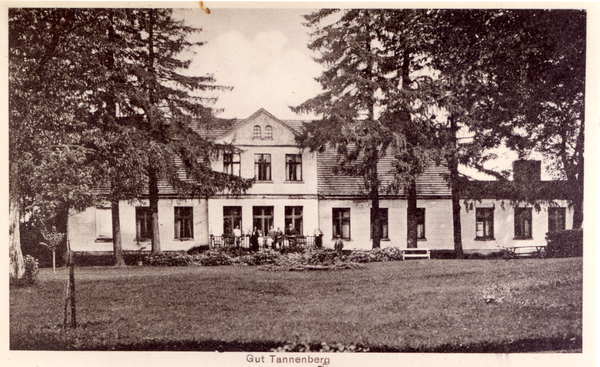
Gut Tannenberg, Ostpreußen. Um 1900.

## Leben

### Familie und Herkunft
Rudolf von Brandt stammte aus einer vermögenden Familie, welches ursprünglich aus der Mark Meißen stammte und später in Ostpreußen Besitz erwarb. Die Familie von Brandt wurde im Kreis Osterode ansässig. Rudolf wurde auf dem Rittergut Tannenberg seines Vaters, dem preußischen Hauptmann Iwan Ernst Heinrich Ferdinand von Brandt-Auer und der Rosalie von Brandt, aus einer anderen Familienlinie stammend, geboren, das später bis um die Jahrhundertwende in seinem Besitz und kurz der Erben war. Die von Brandt`schen Erben verkauften das Gut 1902 welches sich seit 1778 im Familienbesitz fand an die dem Johanniterorden gehörende Kloster Bergesche Stiftung. Rudolf von Brandts Ehefrau Hulda, geb. Wernitz (1845–1922), stammte aus Thymau (ebenfalls im Kreis Osterode), ihre Eltern waren der bürgerliche Gutsherr A. Wernitz und dessen adelige Ehefrau Ernestine von Ziegler und Klipphausen. Nachfahren der Familie Wernitz wurden 1913 geadelt, darunter der Generalleutnant Theodor von Wernitz. Das Ehepaar Hulda und Rudolf von Brandt hatte vier Söhne. Dies waren Ahasverus Eugen Geoerg Wilhelm (* 1868), Oswald (* 1871), Andreas (* 1873) und Erwin (* 1875). Ahasver von Brandt ist der Enkel des Rudolf von Brandt.

### Werdegang
Von Brandt war nach seinem Jurastudium zunächst kurzzeitig in der Verwaltung tätig und bekleidete als Nachfolger von Otto Karl von Hüllessem-Meerscheidt ab 1862 (stellvertretend) bzw. 1863 (endgültig) bis 1887 den Posten des Landrates im Kreis Osterode in Ostpreußen, wo er auch bis 1900 dem Kreistag angehörte. In seine Amtszeit als Landrat fielen unter anderem der Ausbau des Straßennetz und die Entstehung erster den Kreis berührender Eisenbahnlinien. Von 1867 bis 1872 war er Mitglied im Preußischen Abgeordnetenhaus, zudem gehörte er von 1876 bis 1909 dem Provinziallandtag und seit 1884 dem Provinzialausschuss an. Am 15. Mai 1886 wurde von Brandt zum Stellvertreter des beurlaubten Polizeipräsidenten in Königsberg ernannt und übte dieses Amt sodann bis 1895 aus. Im Anschluss war er Landeshauptmann der Provinzialverwaltung Ostpreußen bis zu seinem Tode 1909. In dieser Eigenschaft war er auch Vorsitzender der Invaliditäts- und Altersversicherungsanstalt Ostpreußen. 1901 errichtete er auf seinem Gut unweit der früheren Marienkapelle den Jungingenstein (auch: Hochmeistergedenkstein) für den 1410 in der Schlacht bei Tannenberg gefallenen Hochmeister Ulrich von Jungingen.

## Genealogie
- Gothaisches Genealogisches Taschenbuch der Adeligen Häuser. Zugleich Adelsmatrikel der D. A. G. Teil A (Uradel). 1941. Vierzigster Jahrgang, Justus Perthes, Gotha 1940, S. 73. Siehe: FamilySearch (Kostenfrei).
- Hans Friedrich von Ehrenkrook, Else von Bethmann, Carola von Ehrenkrook, Friedrich Wilhelm Euler, Jürgen von Flotow, Hans-Jürgen von Witzendorff, u. a.: Genealogisches Handbuch der Adeligen Häuser. A (Uradel). 1953. Band I, Band 5 der Gesamtreihe GHdA, Hrsg. Deutsches Adelsarchiv C. A. Starke Verlag, Glücksburg (Ostsee) 1953, S. 41 f.
- Walter von Hueck, Klaus Freiherr von Andrian-Werburg, Christoph Franke: Genealogisches Handbuch der Adeligen Häuser. A (Uradel). 1996. Band XXIV, Band 111 der Gesamtreihe GHdA, Hrsg. Deutsches Adelsarchiv C. A. Starke Verlag, Limburg (Lahn) 1996, S. 23 f.